# Matteo Manassero

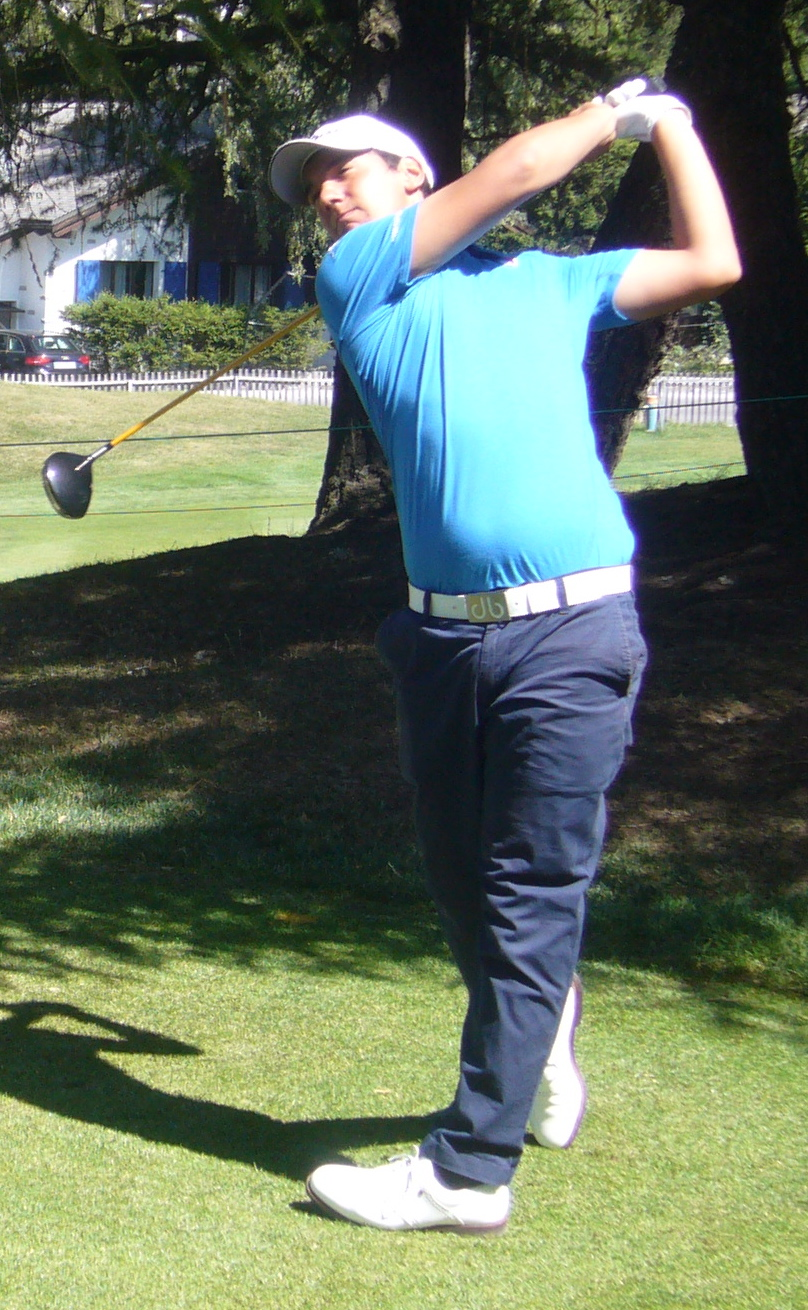
Tee 4 in Crans, september 2009

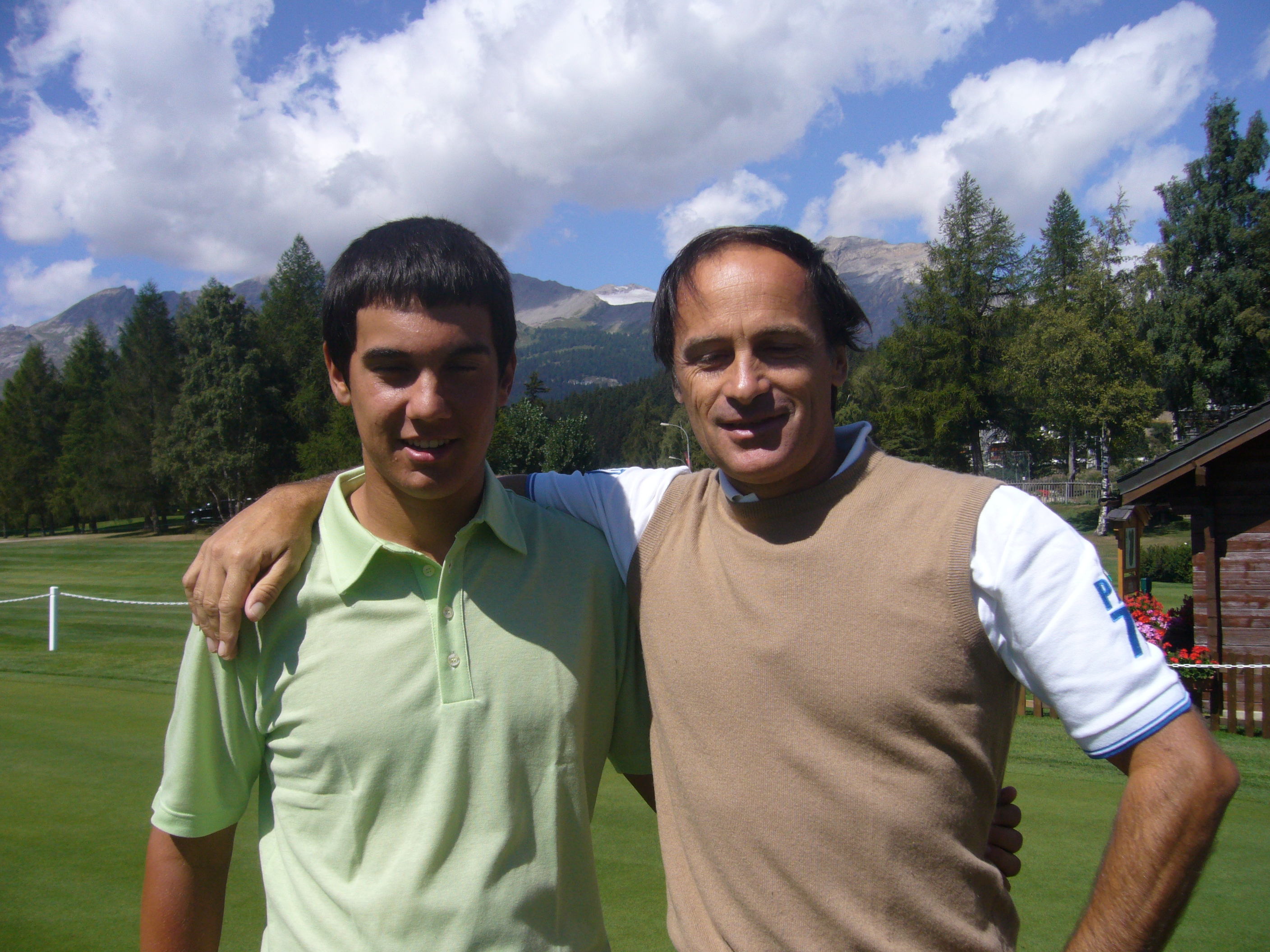
Manassero & Binaghi in Crans.

Matteo Manassero (Negrar, Verona, 19 april 1993)  is een Italiaanse professioneel golfer. Hij is lid van de Garda Golf & Country Club.
Manassero begon op driejarige leeftijd met golf en won verschillende mini- en jeugdkampioenschappen.

## Amateur

### 2009
In mei speelde hij vier rondes op het BMW Italian Open op de Royal Park Golf & Country Club in Fiano.

#### Brits Amateur
Manassero moest zich kwalificeren om aan het Brits Amateur  te mogen deelnemen. Hij was de jongste speler sinds David Duval dit in 1991 probeerde. Op West Lancs brak hij het baanrecord met een ronde van 65, en op Formby maakte hij een ronde van 70, goed voor een 25ste plaats en deelname aan het Brits Amateur. Zes matchplay-overwinningen later was hij winnaar van het Brits Amateur; hij was tevens de jongste winnaar sinds de eerste editie 124 jaar geleden. Op Formby versloeg hij in de finale Sam Hutsby met 4/3. Door deze overwinning werd hij uitgenodigd voor de US Masters in 2010.

#### Brits Open
Een maand later werd hij 16de bij het Brits Open op de Turnberry Golf Club en kreeg als beste amateur de 'Silver Medal'. Hij was niet de jongste deelnemer ooit, want die eer gaat naar de toen 14-jarige Tom Morris jr. op St Andrews in 1865.

#### World Ranking
Op 1 september 2009 stond Manassero op de tweede plaats van de wereldranglijst. Daarna haalde hij Victor Dubuisson in, en stond vanaf oktober op de eerste plaats.
Manassero heeft voormalig tourspeler Alberto Binaghi als coach. Binaghi caddiede ook regelmatig voor hem, zoals tijdens de Masters, het Brits Open en tijdens de European Masters in Crans, waar Manassero met rondes van -3 en -1 ruim de cut haalde en op de 23ste plaats eindigde. Tegenwoordig heeft Manassero een leeftijdgenoot als caddie.

### Masters
In de week voor de Masters wordt altijd de Georgia Cup gespeeld, een matchplay partij tussen de laatste winnaars van het Brits Amateur en het US Amateur, die als zodanig voor de Masters worden uitgenodigd. In 2010 versloeg Manassero zijn tegenstander, de Koreaan Byeong-Hun An met 5&4. Bij de Masters was hij de enige amateur die zich voor het weekend kwalificeerde.

### Gewonnen
- 2005: Trofeo Nazionale Attività Giovanile
- 2006: Trofeo Nazionale Attività Giovanile, Finale mondiale Trofeo Topolino, Leoncino d'oro
- 2007: European Young Masters
- 2009: Brits amateurkampioenschap op Wentworth
- 2010: Trofeo Umberto Agnelli[1]

### Teams
- Jacques Leglise Trophy: 2007, 2008
- Junior Ryder Cup

## Professional
Als amateur had Manassero in 2009 handicap + 2.5. Hij kondigde aan twee weken na zijn 17de verjaardag professional te willen worden. Zijn eerste toernooi als professional op de Europese PGA Tour was het BMW Italiaans Open in mei 2010.
Zes maanden later had hij ruim € 300.000 op de Europese Tour verdiend en stond hij op nummer 83 van de Race To Dubai (R2D). Hij speelde de Castelló Masters in Valencia, en won met een score van -16, met vier slagen voorsprong op Ignacio Garrido. Zijn prijzengeld was € 333.330. zodat hij in de top 40 van de RTD kwam.
Op 17 april 2011 won hij twee dagen voor zijn 18e verjaardag, het Malaysian Open en verdiende €288.465 aan prijzengeld. Het was zijn tweede winst op de European Tour.
Op 11 november 2012 won hij het Singapore Open.
Op 27 mei 2013 won hij het Brits PGA Kampioenschap op Wentworth na Simon Khan en Marc Warren in een play-off te verslaan. Hierna stond hij nummer 1 op de Race To Dubai, net boven Graeme McDowell.

### Gewonnen
- 2010: Castelló Masters (-16) in Valencia, Sir Henry Cotton Rookie of the Year Award
- 2011: Malaysian Open (-16)
- 2012: Singapore Open (-13)
- 2013: Brits PGA Kampioenschappo (-10)

### Teams
- Royal Trophy: 2011 (winnaars)

### World Ranking
Door zijn overwinning in Maleisië steeg de nog 17-jarige Manassero naar de top-35 van de Official World Golf Ranking.
In juli 2013 staat hij op nummer 26.

## Records
- Jongste winnaar op de Europese Tour (17 jaar en 188 dagen)
- Jongste en eerste Italiaanse winnaar van het Brits amateurkampioenschap
- Jongste en eerste Italiaanse winnaar van het Singapore Open
- Jongste winnaar van de Silver Medal (beste amateur) tijdens het Brits Open
- Eerste teenager met drie Touroverwinningen.
- Jongste winnaar van het Brits PGA Kampioenschap 2013 (20 jaar en 36 dagen)